# Castor (sao)

Vị trí của sao Castro trong chòm sao Song Tử

Castor hay Alpha Geminorum (α Geminorum, viết tắt là Alpha Gem, α Gem) là ngôi sao sáng thứ hai trong chòm sao Song Tử. Nó là một trong những ngôi sao sáng nhất trên bầu trời đêm. Với mắt thường, ta chỉ thấy nó đứng đơn độc một mình nhưng khi sử dụng kính thiên văn, nó trở thành một hệ sao nhiều sao gồm sáu ngôi sao riêng lẻ được hình thành thành ba cặp sao đôi. Mặc dù nó có tiết đầu ngữ là 'alpha', nhưng nó lại mờ nhạt hơn Beta Geminorum (Pollux).

## Hệ sao

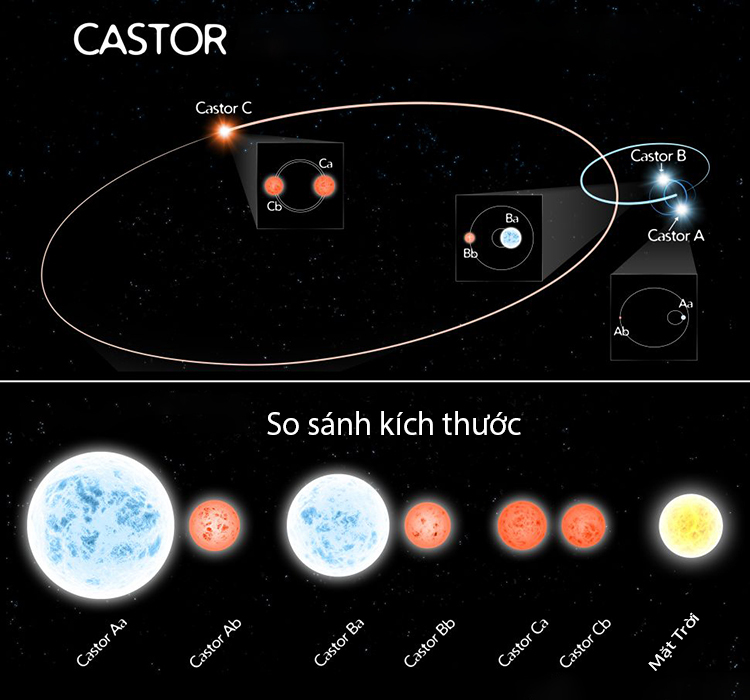
Hệ sao Castor

Castor được nhà thiên văn học người Anh James Pound ghi nhận là sao đôi vào năm 1718. Độ cách xa của hai ngôi sao đã tăng từ 2 "năm 1970 [16] lên khoảng 6" vào năm 2017. Hai ngôi sao có cấp sao biểu kiến là 1,9 và 3,0.
Ngôi sao thứ ba cách xa với sao chính, độ cách xa là 73".
Ba ngôi sao còn lại được gọi là Castor A, B, C. Castor A và B đều có quỹ đạo kéo dài một vài ngày. Còn Castor C quỹ đạo trong vòng chưa đầy một ngày.
Cấp sao biểu kiến của tất cả sáu ngôi sao khi cộng lại là +1,58, khiến cho nó là ngôi sao sáng thứ 23 trên bầu trời đêm.
Thời gian quay quanh nhau của mỗi cặp là: 9,21 ngày; 2,93 ngày và 0,81 ngày.
Trong đó, cặp A và cặp B quay quanh mất khoảng 450 năm và để cho cặp AB và cặp C nhị phân quay quanh nhau thì mất 14.000 năm.
Trong hệ sao này, có hai ngôi sao là ngôi sao chính Castor Aa và Castor Ba là những ngôi sao dãy chính màu trắng–xanh nhạt loại A, và đều sáng hơn, lớn hơn, nóng hơn và nặng hơn Mặt Trời. Còn lại là những ngôi sao dãy chính màu đỏ, gồm sao đôi Castor C với tính chất chưa được xác định rõ.

## Trong văn hóa
Tên Castor đề cập cụ thể đến Castor, một người trong cặp song sinh đôi của thần Zeus và Leda trong thần thoại Hy Lạp và La Mã.
Trong tiếng Ả-rập, ngôi sao này được chú thích là "Al-Ras al-Taum al-Muqadim", tạm dịch là "người đứng đầu của cặp song sinh quan trọng nhất".
Trong tiếng Trung, 北 河 (Běi Hé) có nghĩa là sông Bắc, đề cập đến một chòm sao bao gồm Castor, ρ Geminorum, và Pollux. Do đó, Castor được gọi là 北 河 二 (Běi Hé èr, tên tiếng Anthe Second Star of North River, tạm dịch: Ngôi sao thứ hai của sông Bắc.)